# 玛丽亚·孔索拉塔·科利诺
玛丽亚·孔索拉塔·科利诺（義大利語：Maria Consolata Collino，1947年12月9日—），意大利击剑运动员。她曾代表意大利参加1972年和1976年夏季奥林匹克运动会击剑比赛，其中在1976年奥运会获得女子个人花剑银牌。